# Hardcore Porno
Hardcore Porno (cunoscut și sub numele Porno) este albumul de debut al rapper-ului Cassanova), lansat în Brașov la data de 1 iunie 1995 prin Hercules, și național pe 4 octombrie 1995 prin Kromm Studio pe casetă, fiind primul album rap solo românesc. 

## Ordinea pieselor
Albumul are 15 cântece, după cum urmează:
| Fața A |                  |         |  |
| Nr.    | Titlu            | Lungime |  |
| 1.     | „Intro”          | 0:58    |  |
| 2.     | „Orgasm de Basm” | 4:04    |  |
| 3.     | „Esti o ...”     | 4:06    |  |
| 4.     | „M Place”        | 3:29    |  |
| 5.     | „Sex”            | 4:48    |  |
| 6.     | „Tare”           | 5:20    |  |
| 7.     | „VBX”            | 4:26    |  |

| Fața B          |                  |         |  |
| Nr.             | Titlu            | Lungime |  |
| 8.              | „Iubesc p...”    | 3:42    |  |
| 9.              | „Simt bine”      | 4:15    |  |
| 10.             | „Vrei?”          | 3:16    |  |
| 11.             | „P.. si Caciula” | 1:15    |  |
| 12.             | „Respect”        | 3:30    |  |
| 13.             | „Non Stap”       | 3:25    |  |
| 14.             | „D.J. Porno”     | 2:44    |  |
| 15.             | „Bonus (outro)”  | 2:10    |  |
| Lungime totală: | Lungime totală:  | 53:56   |  |